# SuperWASP

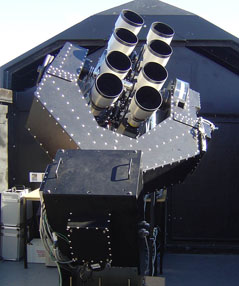
Камера СуперWASP, що встановлена на OMI

СуперWASP (Ширококутний Пошук Планет) англ. (Wide Angle Search for Planets) виконує пошук транзитних екзопланет з дуже широким кутом огляду майже по всьому небу, аж до ~15m зоряної величини.

## Характеристики
СуперWASP складається з двох роботизованих обсерваторій: СуперWASP-Північ на обсерваторії Рок де лос Мучачос на острові Ла Пальма, що належить до Канарських островів, та СуперWASP-Південь на Південно-Африканській Астрономічній обсерваторії, Південна Африка. 
Кожна обсерваторія оперує набором з восьми оптичних систем з лінзами Canon 200 мм f1.8  до яких під'єднано високоякісні 2048 x 2048  ПЗЗ. Оптичні системи встановлено на телескоп з екваторіальним монтуванням, який виготовлено фірмою Optical Mechanics, Inc. Велике поле зору лінз Canon дає кожній з обсерваторій можливість швидкого огляду неба, охоплюючи 500 квадратних градусів за одне наведення.
Ці прилади безперервно спостерігають небо і роблять набір знімків раз на хвилину, що дає в результаті близько 100 Гігабайт даних за ніч.  Дані, отримані в рамках проєкту СуперWASP, аналізують на предмет зміни яскравості зір й шукають слабкі зміни блиску, обумовлені проходженням великої планети по видимому диску зорі.  З аналізу кривої блиску можна визначити параметри орбіти планети, її масу та радіус.
Наразі проєкт СуперWASP працює в рамках консорціуму з восьми академічних інститутів включаючи Інститут Астрофізики на Канарах, Група Телескопів ім Ісака Н'ютона, університет м.Кіль, університет м.Лейчестер, Відкритий університет, Королівський Університет у Белфасті та університет Святого Андрія. Науковці покладають надії, що СуперWASP революціонує наше розуміння процесу формування планет та прокладе шлях до майбутніх космічних місій, що шукатимуть екзопланети, подібні до нашої Землі.

## Відкриття
26 вересня 2006 р. група науковців проєкту СуперWASP повідомила про відкриття одразу двох екзопланет: WASP-1b (що обертається на відстані близько 6 мільйонів кілометрів навколо материнської зорі з періодом 2,5 доби) та WASP-2b (що обертається на відстані близько 4,5 мільйонів кілометрів навколо материнської зорі WASP-2 з періодом 2 доби).
31 жовтня 2007р. група повідомила про відкриття ще трьох позасонячних планет: WASP-3b, WASP-4b та WASP-5b. Всі три планети подібні до Юпітера за своєю масою та розташовані дуже близько від материнської зорі так, що їх орбітальний період є меншим 2 діб. Відповідно, ці екзопланети мають найкоротші орбітальні періоди серед інших відкритих позасонячних планет. Близьке розташування планети від материнської зорі забезпечує потужне нагрівання поверхневих шарів планети інтенсивним випроміннюванням від зорі, тому температура верхніх шарів сягає 2000°C. Ці відкриття зробили команду проєкту СуперWASP першою й єдиною у світі науковою групою, що успішно здійснює пошук екзопланет одночасно у північній та південній півкулях неба застосовуючи метод транзиту. Екзопланети WASP-4b та WASP-5b є першими планетами відкритими в рамках проєкту СуперWASP-Південь, що у Південній Африці, тоді як WASP-3b була третьою за ліком планетою, відкритою командою СуперWASP-Північ, що на острові Ла Пальма.
У серпні 2009 р. було повідомлено про відкриття планети WASP-17b, яку вважають першою відкритою екзопланетою, що обертається своєю орбітою у протилежний бік від обертання материнської зорі WASP-17.

## Див.також
- Перелік екзопланет
- Проєкт HATNet або HAT
- Обсерваторія Рок де лос Мучачос
- Південно-Африканська Астрономічна Обсерваторія